# إدنا قاي
إدنا قاي (بالإنجليزية: Edna Guy)‏ هي راقصة أمريكية، ولدت في 1907 في سوميت في الولايات المتحدة، وتوفيت في 1982 في فورت واين في الولايات المتحدة.